# زرشگی
زرشگی، روستایی از توابع بخش سامن شهرستان ملایر در استان همدان ایران است.

## جمعیت
این روستا در دهستان سامن قرار دارد و براساس سرشماری مرکز آمار ایران در سال ۱۳۹۵، جمعیت آن۳۷ نفر (۱۶خانوار) بوده‌است.